# Craugastor lauraster
Craugastor lauraster är en groddjursart som först beskrevs av Savage, McCranie och Espinal 1996.  Craugastor lauraster ingår i släktet Craugastor och familjen Craugastoridae. IUCN kategoriserar arten globalt som starkt hotad. Inga underarter finns listade i Catalogue of Life.